# Bolat-AMT FK Temirtaw
Bolat-AMT FK Temirtaw (Kazachs Болат-АМТ ФК Теміртау) is een voetbalclub uit Temirtaw in Kazachstan.
Lang vóór het uiteenvallen van de Sovjet-Unie werd de club al opgericht onder de naam FK Metalloerg Temirtau (Russisch ФК Металлург Темиртау); vrijwel onmiddellijk na het jaar van oprichting (1961) kwam de club terecht in de competitie van de Kazachse SSR, destijds het derde niveau in de USSR. In 1969 werd de naam van de club veranderd in FK Stroitel Temirtau (Russisch ФК Строитель Темиртау); een jaar later, in 1970, werd de club voor de eerste en enige maal kampioen van de competitie van de Kazachse SSR; in de jaren die volgden, werd zes maal de beker van de Kazachse SSR gewonnen (waarvan alleen al tussen 1972 en 1976 vijfmaal achter elkaar). In 1977 veranderde de clubnaam in FK Boelat Temirtau (Russisch ФК Булат Темиртау); na de onafhankelijkheid van Kazachstan veranderde de naam al dan niet officieus in de Kazachse naam Bolat FK Temirtaw (Kazachs Болат ФК Теміртау): de club komt uit het door Russen gedomineerde noorden van het land, waar de voertaal nog steeds Russisch is, ondanks verwoede pogingen van de regering om het gebruik van het Kazachs te promoten. Zelfs op het in 2012 gepresenteerde, nieuwe clublogo staat de naam gespeld als Булат.
De eerste zeven jaar van het bestaan van de Topdivisie was Bolat FK Temirtaw steevast aanwezig op het hoogste niveau; in 1998 degradeerde de club om in 2005 weer even terug te keren. Het werd geen succes: de club degradeerde meteen weer, maar wist die jaargang wel een twijfelachtig record in de boeken te brengen: in 30 wedstrijden werd slechts één punt behaald (door uitgerekend tegen de latere kampioen Aqtöbe FK gelijk te spelen). Sindsdien is Bolat FK Temirtaw actief in de birinşi lïgası, maar niet steeds onder dezelfde naam: in 2003 veranderde de clubnaam in Bolat CSKA FK Temirtaw (zonder streepje, Kazachs Болат ЦСКА ФК Теміртау). In 2005 werd dat Bolat-MSK FK Temirtaw (met streepje, Kazachs Болат-МСК ФК Теміртау), een naam die in 2006 werd vervangen door Bolat-MST FK Temirtaw (Kazachs Болат-МСТ ФК Теміртау). In 2007 werden alle achtervoegsels verwijderd en heette de club weer gewoon Bolat FK Temirtaw (Kazachs Болат ФК Теміртау), maar vanaf 2008 is er een nieuw achtervoegsel: Bolat-AMT FK Temirtaw (Kazachs Болат-АМТ ФК Теміртау). De toevoeging AMT - blijkbaar een afkorting van de naam van de sponsor, ArcelorMittal - staat overigens niet op het officiële clublogo van 2012, maar in officiële berichten in de Kazachse media nog wel; om de verwarring compleet te maken, zijn er ook actuele clublogo's in omloop waar de sponsornaam, ArcelorMittal, volledig op staat.
In 1978 nam de club haar intrek in het Metallurg Stadion.
Eind 2015 leek de club vanwege financiële problemen opgeheven te worden. De licentie werd echter overgenomen door Sjachtjor Karaganda en de club ging als tweede team van Sjachtjor fungeren onder de naam Sjachtjor Bolat.

## Tweede elftal
Het tweede elftal speelde in 2005 in de Kazachse Eerste Divisie en wel onder de naam Bolat CSKA FK Temirtaw; het eerste elftal heette van 2003 t/m 2004 eveneens Bolat CSKA FK Temirtaw, maar had in 2005 de naam veranderd in Bolat-MSK FK Temirtaw.

## Erelijst
- Kampioen van de Kazachse SSR

1970
- Bekerwinnaar van de Kazachse SSR

1970, 1972, 1973, 1974, 1975, 1976

## Historie in dePremjer-Liga
| Jaar | Competitie   | Prestatie                                                          | (Naam)                |
| ---- | ------------ | ------------------------------------------------------------------ | --------------------- |
| 1992 | Topdivisie   | 8ste plaats in voorrondegroep B, 17de (3de) in de degradatiegroep  | Bolat FK Temirtaw     |
| 1993 | Topdivisie   | 8ste plaats in voorrondegroep B, 13de (1ste) in de degradatiegroep | Bolat FK Temirtaw     |
| 1994 | Topdivisie   | 7de plaats in de competitie                                        | Bolat FK Temirtaw     |
| 1995 | Topdivisie   | 5de plaats in de competitie                                        | Bolat FK Temirtaw     |
| 1996 | Topdivisie   | 17de plaats in de competitie                                       | Bolat FK Temirtaw     |
| 1997 | Topdivisie   | 13de plaats in de competitie                                       | Bolat FK Temirtaw     |
| 1998 | Topdivisie   | 13de plaats in de competitie en gedegradeerd                       | Bolat FK Temirtaw     |
| 1999 | Topdivisie   |                                                                    |                       |
| 2000 | Topdivisie   |                                                                    |                       |
| 2001 | Topdivisie   |                                                                    |                       |
| 2002 | Superliga    |                                                                    |                       |
| 2003 | Superliga    |                                                                    |                       |
| 2004 | Superliga    |                                                                    |                       |
| 2005 | Superliga    | 16de plaats in de competitie en gedegradeerd                       | Bolat-MSK FK Temirtaw |
| 2006 | Superliga    |                                                                    |                       |
| 2007 | Superliga    |                                                                    |                       |
| 2008 | Premjer-Liga |                                                                    |                       |
| 2009 | Premjer-Liga |                                                                    |                       |
| 2010 | Premjer-Liga |                                                                    |                       |
| 2011 | Premjer-Liga |                                                                    |                       |
| 2012 | Premjer-Liga |                                                                    |                       |
| 2013 | Premjer-Liga |                                                                    |                       |

## Naamsveranderingen
Alle naamswijzigingen van de club op een rijtje:
| Jaar (Datum) | Nieuwe naam (Russisch: Nederlandse transcriptie) (Kazachs: Qaydar-transcriptie) | Nieuwe Russische naam (t/m 1991) | Nieuwe Kazachse naam (vanaf 1992) |
| ------------ | ------------------------------------------------------------------------------- | -------------------------------- | --------------------------------- |
| 1961         | FK Metalloerg Temirtau                                                          | ФК Металлург Темиртау            |                                   |
| 1977         | FK Boelat Temirtau                                                              | ФК Булат Темиртау                |                                   |
| 1992         | Bolat FK Temirtaw                                                               |                                  | Болат ФК Теміртау                 |
| 2003         | Bolat CSKA FK Temirtaw                                                          |                                  | Болат ЦСКА ФК Теміртау            |
| 2005         | Bolat-MSK FK Termirtaw                                                          |                                  | Болат-МСК ФК Теміртау             |
| 2006         | Bolat-MST FK Termirtaw                                                          |                                  | Болат-МСТ ФК Теміртау             |
| 2007         | Bolat FK Termirtaw                                                              |                                  | Болат ФК Теміртау                 |
| 2008         | Bolat-AMT FK Termirtaw                                                          |                                  | Болат-АМТ ФК Теміртау             |

Akademija ·
Aqjaıyq ·
Aqtöbe B ·
FC Arys ·
Astana FK-M ·
Ekibastuz ·
Jeńis ·
Kairat-Zhas ·
Kyran Shymkent ·
Yelimay Semay ·
Taraz ·
FC Khan Tengri ·
Turan ·
FC Turkistan ·
Zhas Kyran Almati
Premjer-Liga · 
birinşi lïgası ·
Beker van Kazachstan · 
Supercup van Kazachstan

Kazachse deelnemers aan de AFC-toernooien · 
Kazachse deelnemers aan de UEFA-toernooien

Kazachse voetbalbond · 
Kazachs voetbalelftal